# Ārons Bogoļubovs
Ārons Bogoļubovs (n. 30 decembrie 1938, Leningrad, RSFS Rusă, URSS) este un judocan ce a reprezentat Uniunea Republicilor Sovietice Socialiste, medaliat olimpic. A participat la o ediție a Jocurilor Olimpice (1964) în care a câștigat o medalie de bronz.

## Participări
Lista de mai jos prezintă principalele competiții la care a participat Ārons Bogoļubovs de-a lungul carierei.
- judo at the 1964 Summer Olympics – men's 68 kg[*]